# 1702 en littérature
| Années de la littérature : 1699 - 1700 - 1701 - 1702 - 1703 - 1704 - 1705    |
| Décennies de la littérature : 1670 - 1680 - 1690 - 1700 - 1710 - 1720 - 1730 |

Cet article présente les faits marquants de l'année 1702 en littérature.

## Événements
- Première utilisation de la police de caractère Romain du Roi conçue par le graveur Philippe Grandjean pour être utilisée par l’Imprimerie royale[1].

## Parutions
- 11 mars : parution à Londres du premier numéro du Daily Courant, considéré comme le premier quotidien de l'histoire de la presse[2].

- Jean-Frédéric Ostervald, Catéchisme : ou instruction dans la Religion chrestienne, Genève, Compagnie des Libraires, 1702 (présentation en ligne)
- Médailles sur les principaux événements du règne de Louis Le Grand, Paris, Imprimerie royale, 1702 (présentation en ligne), ouvrage offert au roi Louis XIV par l'Académie Royale des Inscriptions et Médailles.

- Sanzōshi (三冊子), « trois livres », de Hattori Dohō, une des principales sources d'informations sur la vie de son maître Matsuo Bashō[3].

- Oku no Hosomichi (奥の細道), « La Sente étroite du Bout-du-Monde », parution posthume à Kyoto du journal de voyage de Matsuo Bashō terminé en 1694[4].

## Naissances
- 26 juin : Philip Doddridge, théologien anglais non conformiste (mort en 1751)

## Décès
- 22 avril - François Charpentier, écrivain français (né en 1620)
- 27 mai - Dominique Bouhours, prêtre jésuite français, grammairien, historien, et écrivain religieux (né en 1628)